# Areta (geologie)

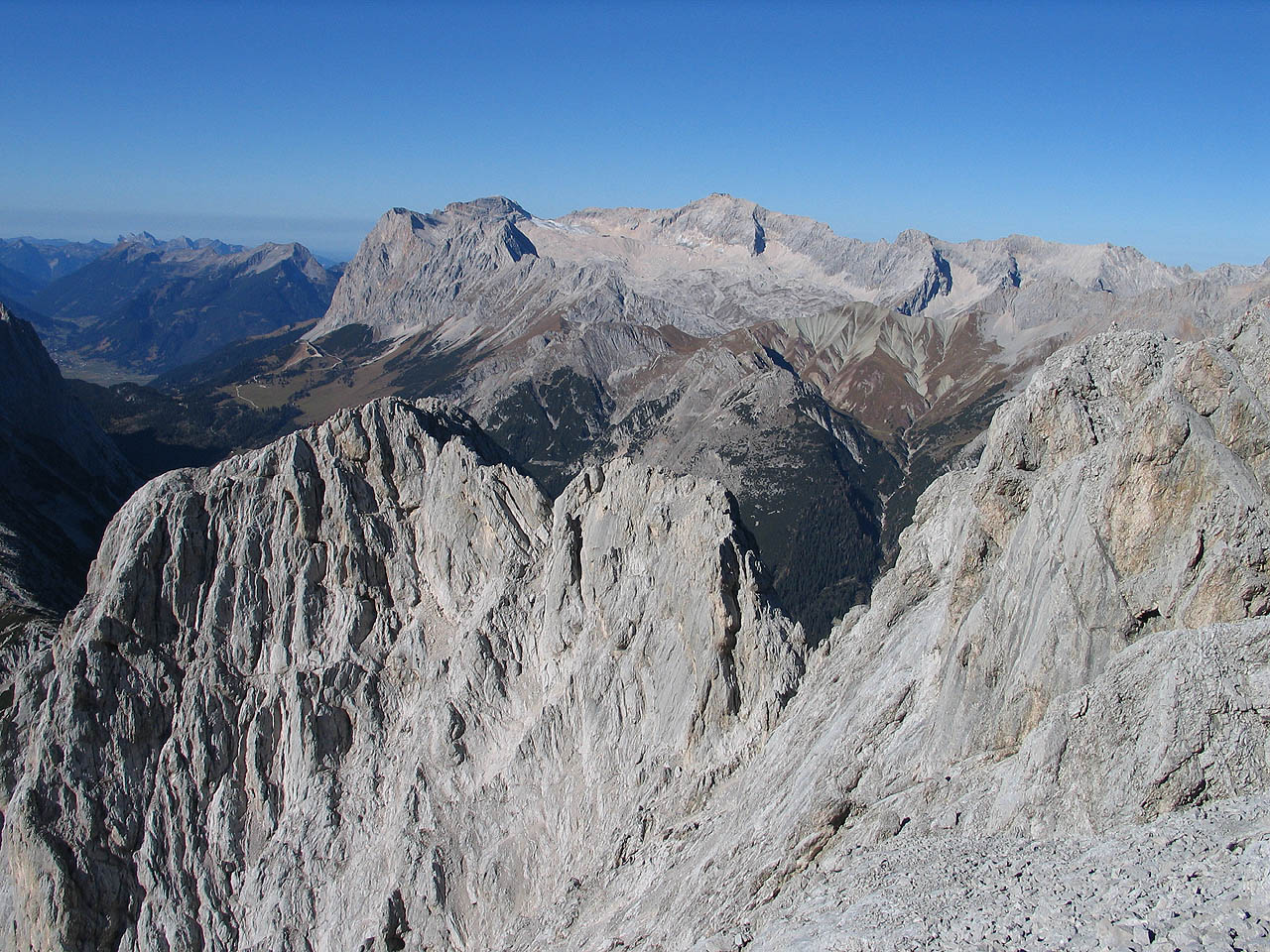
V popředí je dobře vidět pás vrcholů, které tvoří aretu.

Areta je ostrý skalní hřeben mezi dvěma údolími, který vzniká jako výsledek exogenních pochodů, kdy postupující ledovec postupně rozrušuje skálu, jež se stává ostrá. Tyto ostré hřebeny jsou typické pro oblasti, kde postupuje ledovec a nebo slouží jako dobré poznávací znamení, že v nedávné geologické minulosti v oblasti se zde nacházely ledovce, které utvářely ráz krajiny.